# 电热膜
远红外线辐射电热膜是一种通电后能发热的透明聚酯薄膜，由可传导性碳纤维为主成分的油墨、金属载流条经加工、热压在绝缘聚酯薄膜间制成。不同于传统的电热丝发热，以电热膜为发热体，将热量以面辐射的形式均匀送入空间，使人感受到阳光般温暖。远红外线电热膜在美国和欧洲20年前就开始使用了，是已经通过实践验证的产品。

## 特点
·  PTC电热膜使用了特种导电油墨，该导电油墨具有自己的温度控制特点，即PTC（Positive Temperature Coefficient).
·  由原来的两层结构改进成现在的三层结构，使电热膜在铺装过程中更结实更牢固.
·  每片电热膜之间都有明显的钉孔，可以随易钉子固定在任何位置.
·  除了具备全新防伪电热膜的特征以外，还具备自动恒温控制功能（也就是说无需温控器控制即可使用） 绝对不会出现局部过热的现象.
·  当PTC电热膜通电后，他的直接表现就是随着其温度的上升，通电电流会逐渐下降，一定时间后达到稳定状态。